# Raheem Edwards
Pour les articles homonymes, voir Edwards.
Raheem Edwards, né le 17 juillet 1995 à Toronto au Canada, est un joueur international canadien de soccer, qui joue au poste d'arrière gauche au Red Bulls de New York.

## Biographie

### Carrière en club
Le 29 juin 2016, il fait ses débuts avec la première équipe lors du championnat canadien, lors de la finale retour face aux Whitecaps de Vancouver. Lors de ce match, il entre à la 86e minute, à la place de Jonathan Osorio (défaite 2-1). Puis, le 2 juillet, il fait ses débuts en MLS face aux Sounders de Seattle, lors d'un match nul de 1-1. Lors de cette rencontre, il entre à la 88e minute de la rencontre, à la place d'Eriq Zavaleta.
Le 2 mars 2017, il signe son premier contrat professionnel avec Toronto FC pour la saison 2017.
Le 12 décembre 2017, Edwards est choisi par le Los Angeles FC lors du repêchage d'expansion. Quelques heures plus tard, il est échangé à l'Impact de Montréal avec Jukka Raitala contre Laurent Ciman qui rejoint la Californie.
Six mois plus tard, il est échangé au Fire de Chicago contre une allocation monétaire ciblée de 400 000$. Il est échangé le 11 février 2020 à Minnesota United en retour du défenseur Wyatt Omsberg.

### Carrière internationale
Raheem Edwards compte deux sélections avec l'équipe du Canada depuis 2017.
Il est convoqué pour la première fois en équipe du Canada par le sélectionneur national Octavio Zambrano, pour un match amical contre le Curaçao le 13 juin 2017. Il commence la rencontre comme titulaire, et sort du terrain à la 53e minute de jeu, en étant remplacé par Alphonso Davies. Le match se solde par une victoire 2-1 des Canadiens.
Puis, le 27 juin, il fait partie des 23 appelés par le sélectionneur national Octavio Zambrano pour la Gold Cup 2017.

## Palmarès
- Toronto FC :
  - Vainqueur du Championnat canadien en 2016 et 2017

## Statistiques
| Saison                | Club                       | Championnat           | Championnat | Championnat | Coupe(s) nationale(s) | Coupe(s) nationale(s) | Compétition(s) continentale(s) | Compétition(s) continentale(s) | Compétition(s) continentale(s) | Séries | Séries | Canada | Canada | Total | Total |
| Saison                | Club                       | Division              | M.          | B.          | M.                    | B.                    | Comp.                          | M.                             | B.                             | M.     | B.     | M.     | B.     | M.    | B.    |
| 2015                  | Toronto FC II              | USL                   | 21          | 2           | -                     | -                     | -                              | -                              | -                              | -      | -      | -      | -      | 21    | 2     |
| 2016                  | Toronto FC II              | USL                   | 20          | 6           | -                     | -                     | -                              | -                              | -                              | -      | -      | -      | -      | 20    | 6     |
| Sous-total            | Sous-total                 | Sous-total            | 42          | 8           | 0                     | 0                     | -                              | 0                              | 0                              | 0      | 0      | 0      | 0      | 42    | 8     |
| 2016                  | Toronto FC                 | MLS                   | 1           | 0           | 1                     | 0                     | -                              | -                              | -                              | 0      | 0      | -      | -      | 2     | 0     |
| 2017                  | Toronto FC                 | MLS                   | 21          | 1           | 3                     | 0                     | -                              | -                              | -                              | 1      | 0      | 3      | 0      | 28    | 1     |
| Sous-total            | Sous-total                 | Sous-total            | 22          | 1           | 4                     | 0                     | -                              | 0                              | 0                              | 1      | 0      | 3      | 0      | 30    | 1     |
| 2018                  | Impact de Montréal         | MLS                   | 14          | 2           | -                     | -                     | -                              | -                              | -                              | -      | -      | 1      | 0      | 15    | 2     |
| 2018                  | Fire de Chicago            | MLS                   | 13          | 1           | 1                     | 0                     | -                              | -                              | -                              | -      | -      | -      | -      | 14    | 1     |
| 2019                  | Fire de Chicago            | MLS                   | 4           | 1           | 1                     | 0                     | -                              | -                              | -                              | -      | -      | -      | -      | 5     | 1     |
| Sous-total            | Sous-total                 | Sous-total            | 17          | 2           | 2                     | 0                     | -                              | 0                              | 0                              | 0      | 0      | 0      | 0      | 19    | 2     |
| 2020                  | Minnesota United           | MLS                   | 15          | 0           | 0                     | 0                     | -                              | -                              | -                              | -      | -      | -      | -      | 15    | 0     |
| 2021                  | Los Angeles FC             | MLS                   | 25          | 0           | -                     | -                     | -                              | -                              | -                              | -      | -      | -      | -      | 25    | 0     |
| 2021                  | Lights de Las Vegas (prêt) | USLC                  | 1           | 0           | -                     | -                     | -                              | -                              | -                              | -      | -      | -      | -      | 1     | 0     |
| 2022                  | Galaxy de Los Angeles      | MLS                   | 30          | 1           | 3                     | 0                     | -                              | -                              | -                              | 2      | 0      | 1      | 0      | 36    | 1     |
| Total sur la carrière | Total sur la carrière      | Total sur la carrière | 166         | 14          | 9                     | 0                     | -                              | 0                              | 0                              | 3      | 0      | 5      | 0      | 183   | 14    |